# Sericocarpus tortifolius
Sericocarpus tortifolius là một loài thực vật có hoa trong họ Cúc. Loài này được (Michx.) Nees miêu tả khoa học đầu tiên năm 1832.